# Джут (падіж худоби)
Джут (каз. жұт) — масовий падіж худоби, викликаний обмерзанням пасовищ або сильними снігопадами, що утрудняє випас худоби (коней, овець) у Казахстані.
При кочовому господарюванні джут приводив до загибелі значної частини (10-30 %) худоби. В першу чергу гинув молодняк і знесилені тварини. Єдиним порятунком була відкочувати в іншу місцевість. Джут міг виникнути внаслідок тривалого (більше тижня) і рясного снігопаду, коли глибина снігу не дозволяла вівцям дістати до трави і вони голодували. Нерідко джут ставав наслідком дощу, який міг піти у зимову відлигу, та раптом змінився різким похолоданням. В результаті наст покривав товстим шаром поверхню снігу. Тварини не могли ефективно пробивати шар льоду і повноцінно харчуватися. В такому випадку жертвами ставали навіть коні, ноги яких покривалися ранами від гострого льоду. При цьому гинула значна частина молодих, хворих і старих тварин.